# Surf de neu als Jocs Olímpics d'hivern de 2006 - Camp a través masculí
Als Jocs Olímpics d'Hivern de 2006 celebrats a la ciutat de Torí (Itàlia) es disputà una prova de surf de neu en categoria masculina en la modalitat de camp a través que formà part, per primera vegada, del programa oficial dels Jocs.
La prova es disputà el dia 16 de febrer de 2006 a les instal·lacions de Bardonecchia.
Hi participaren un total de 36 surfistes de 14 comitès nacionals diferents.

## Resum de medalles
| Or           | Argent         | Bronze               |
| Seth Wescott | Radoslav Zidek | Paul-Henri de Le Rue |

## Resultats

### Ronda qualificatòria
Es realitzen dues mànegues, comptabilitzant-se el millor temps aconseguit en les dues. Es classifiquen els millors 32 temps.
| Pos. | Nom                      | CON          | Volta 1 (temps) | Pos. | Volta 2 (temps) | Pos. | Millor temps |
| ---- | ------------------------ | ------------ | --------------- | ---- | --------------- | ---- | ------------ |
| 1    | Drew Neilson             | Canadà       | 1:22.74         | 4    | 1:19.33         | 1    | 1:19.33      |
| 2    | Marco Huser              | Suïssa       | 1:22.39         | 2    | 1:20.26         | 2    | 1:20.26      |
| 3    | Seth Wescott             | Estats Units | 1:22.82         | 5    | 1:20.69         | 3    | 1:20.69      |
| 4    | Tommaso Tagliaferri      | Itàlia       | 1:23.03         | 9    | 1:20.93         | 4    | 1:20.93      |
| 5    | Xavier de Le Rue         | França       | 1:23.42         | 14   | 1:20.97         | 5    | 1:20.97      |
| 6    | Dieter Krassnig          | Àustria      | 1:24.01         | 21   | 1:21.00         | 6    | 1:21.00      |
| 7    | Nate Holland             | Estats Units | 1:22.71         | 3    | 1:21.03         | 7    | 1:21.03      |
| 8    | Jordi Font               | Espanya      | 1:22.35         | 1    | 1:21.18         | 8    | 1:21.18      |
| 9    | Radoslav Zidek           | Eslovàquia   | 1:30.91         | 36   | 1:21.19         | 9    | 1:21.19      |
| 10   | Paul-Henri de Le Rue     | França       | 1:23.00         | 8    | 1:21.21         | 10   | 1:21.21      |
| 11   | Lukas Gruener            | Àustria      | 1:23.05         | 10   | 1:21.28         | 11   | 1:21.28      |
| 12   | Damon Hayler             | Austràlia    | 1:24.79         | 28   | 1:21.51         | 12   | 1:21.51      |
| 13   | Mateusz Ligocki          | Polònia      | 1:23.35         | 13   | 1:21.81         | 13   | 1:21.81      |
| 14   | Jonte Grundelius         | Suècia       | 1:24.53         | 26   | 1:21.85         | 14   | 1:21.85      |
| 15   | Jason R. Smith           | Estats Units | 1:23.65         | 15   | 1:21.98         | 15   | 1:21.98      |
| 16   | Rafal Skarbek-Malczewski | Polònia      | 1:24.70         | 27   | 1:22.07         | 16   | 1:22.07      |
| 17   | Hans Joerg Unterrainer   | Àustria      | 1:23.32         | 12   | 1:22.10         | 17   | 1:22.10      |
| 18   | Tom Velisek              | Canadà       | 1:22.83         | 6    | 1:22.12         | 18   | 1:22.12      |
| 19   | Stefano Pozzolini        | Itàlia       | 1:24.52         | 25   | 1:22.23         | 19   | 1:22.23      |
| 20   | Jasey Jay Anderson       | Canadà       | 1:24.25         | 22   | 1:22.27         | 20   | 1:22.27      |
| 21   | Ueli Kestenholz          | Suïssa       | 1:23.16         | 11   | 1:22.32         | 21   | 1:22.32      |
| 22   | Alberto Schiavon         | Itàlia       | 1:24.84         | 30   | 1:22.38         | 22   | 1:22.38      |
| 23   | Michael Layer            | Alemanya     | 1:23.92         | 19   | 1:22.43         | 23   | 1:22.43      |
| 24   | Mattias Blomberg         | Suècia       | 1:23.98         | 20   | 1:22.48         | 24   | 1:22.48      |
| 25   | Sylvain Duclos           | França       | 1:23.85         | 18   | 1:22.55         | 25   | 1:22.55      |
| 26   | Mario Fuchs              | Àustria      | 1:24.82         | 29   | 1:22.60         | 26   | 1:22.60      |
| 27   | Itaru Chimura            | Japó         | 1:25.86         | 32   | 1:22.83         | 27   | 1:22.83      |
| 28   | Michal Novotny           | Txèquia      | 1:22.92         | 7    | 1:23.68         | 34   | 1:22.92      |
| 29   | Graham Watanabe          | Estats Units | 1:24.85         | 31   | 1:22.98         | 28   | 1:22.98      |
| 30   | Francois Boivin          | Canadà       | 1:23.74         | 16   | 1:23.17         | 29   | 1:23.17      |
| 31   | David Speiser            | Alemanya     | 1:24.28         | 24   | 1:23.38         | 30   | 1:23.38      |
| 31   | Jonatan Johansson        | Suècia       | 1:26.72         | 34   | 1:23.38         | 30   | 1:23.38      |
| 33   | Simone Malusa            | Itàlia       | 1:24.27         | 23   | 1:23.53         | 32   | 1:23.53      |
| 34   | Ibon Idigoras            | Espanya      | 1:23.80         | 17   | 1:23.56         | 33   | 1:23.56      |
| 35   | Pierre Vaultier          | França       | 1:27.61         | 35   | 1:23.75         | 35   | 1:23.75      |
| 36   | Alex Kupprion            | Alemanya     | 1:26.22         | 33   | 1:24.66         | 36   | 1:24.66      |

### Vuitens de final
| Dorsal | Nom                      | Pos. |
| ------ | ------------------------ | ---- |
| 17     | Hans Joerg Unterrainer   | 1    |
| 32     | Jonatan Johansson        | 2    |
| 1      | Drew Neilson             | 3    |
| 16     | Rafal Skarbek-Malczewski | 4    |

| Dorsal | Nom              | Pos. |
| ------ | ---------------- | ---- |
| 9      | Radoslav Zidek   | 1    |
| 8      | Jordi Font       | 2    |
| 24     | Mattias Blomberg | 3    |
| 25     | Sylvain Duclos   | 4    |

| Dorsal | Nom              | Pos. |
| ------ | ---------------- | ---- |
| 12     | Damon Hayler     | 1    |
| 28     | Michal Novotny   | 2    |
| 5      | Xavier de Le Rue | 3    |
| 21     | Ueli Kestenholz  | 4    |

| Dorsal | Nom                 | Pos. |
| ------ | ------------------- | ---- |
| 20     | Jasey Jay Anderson  | 1    |
| 4      | Tommaso Tagliaferri | 2    |
| 29     | Graham Watanabe     | 3    |
| 13     | Mateusz Ligocki     | 4    |

| Dorsal | Nom               | Pos. |
| ------ | ----------------- | ---- |
| 3      | Seth Wescott      | 1    |
| 30     | Francois Boivin   | 2    |
| 19     | Stefano Pozzolini | 3    |
| 14     | Jonte Grundelius  | 4    |

| Dorsal | Nom              | Pos. |
| ------ | ---------------- | ---- |
| 6      | Dieter Krassnig  | 1    |
| 27     | Itaru Chimura    | 2    |
| 22     | Alberto Schiavon | 3    |
| 11     | Lukas Gruener    | 4    |

| Dorsal | Nom                  | Pos. |
| ------ | -------------------- | ---- |
| 7      | Nate Holland         | 1    |
| 10     | Paul-Henri de Le Rue | 2    |
| 26     | Mario Fuchs          | 3    |
| 23     | Michael Layer        | 4    |

| Dorsal | Nom            | Pos. |
| ------ | -------------- | ---- |
| 15     | Jason R. Smith | 1    |
| 2      | Marco Huser    | 2    |
| 18     | Tom Velisek    | 3    |
| 31     | David Speiser  | 4    |

### Quarts de final
| Dorsal | Nom                    | Pos. |
| ------ | ---------------------- | ---- |
| 9      | Radoslav Zidek         | 1    |
| 8      | Jordi Font             | 2    |
| 32     | Jonatan Johansson      | 3    |
| 17     | Hans Joerg Unterrainer | 4    |

| Dorsal | Nom                 | Pos. |
| ------ | ------------------- | ---- |
| 20     | Jasey Jay Anderson  | 1    |
| 12     | Damon Hayler        | 2    |
| 4      | Tommaso Tagliaferri | 3    |
| 28     | Michal Novotny      | 4    |

| Dorsal | Nom             | Pos. |
| ------ | --------------- | ---- |
| 3      | Seth Wescott    | 1    |
| 6      | Dieter Krassnig | 2    |
| 30     | Francois Boivin | 3    |
| 27     | Itaru Chimura   | 4    |

| Dorsal | Nom                  | Pos. |
| ------ | -------------------- | ---- |
| 15     | Jason R. Smith       | 1    |
| 10     | Paul-Henri de Le Rue | 2    |
| 2      | Marco Huser          | 3    |
| 7      | Nate Holland         | 4    |

### Semifinals
| Dorsal | Nom                | Pos. |
| ------ | ------------------ | ---- |
| 9      | Radoslav Zidek     | 1    |
| 8      | Jordi Font         | 2    |
| 12     | Damon Hayler       | 3    |
| 20     | Jasey Jay Anderson | 4    |

| Dorsal | Nom                  | Pos. |
| ------ | -------------------- | ---- |
| 10     | Paul-Henri de Le Rue | 1    |
| 3      | Seth Wescott         | 2    |
| 15     | Jason R. Smith       | 3    |
| 6      | Dieter Krassnig      | 4    |

### Finals
Final
| Seed | Name                 | Rank |
| ---- | -------------------- | ---- |
| 3    | Seth Wescott         | 1    |
| 9    | Radoslav Zidek       | 2    |
| 10   | Paul-Henri de Le Rue | 3    |
| 8    | Jordi Font           | 4    |

Classificació 5-8
| Seed | Name               | Rank |
| ---- | ------------------ | ---- |
| 20   | Jasey Jay Anderson | 5    |
| 15   | Jason R. Smith     | 6    |
| 12   | Damon Hayler       | 7    |
| 6    | Dieter Krassnig    | 8    |

Classificació 9-12
| Seed | Name                | Rank |
| ---- | ------------------- | ---- |
| 2    | Marco Huser         | 9    |
| 30   | Francois Boivin     | 10   |
| 4    | Tommaso Tagliaferri | 11   |
| 32   | Jonatan Johansson   | 12   |

Classificació 13-16
| Seed | Name                   | Rank |
| ---- | ---------------------- | ---- |
| 28   | Michal Novotny         | 13   |
| 7    | Nate Holland           | 14   |
| 17   | Hans Joerg Unterrainer | 15   |
| 27   | Itaru Chimura          | 16   |